# Мэсси-Холл
Мэсси-Холл (англ. Massey Hall, до 1933 года Мэсси-Мюзик-Халл, англ. Massey Music Hall) — театр и концертный зал в Торонто (Канада). Построен по проекту архитектора Сидни Роуза Баджли, открыт в 1894 году, является старейшим сохранившимся концертным залом Канады, с 1981 года имеет статус Национальной исторической достопримечательности Канады. Вместимость после реставрации 2013—2021 годов 2550—2800 зрительских мест (с выдвижной секцией). Домашняя площадка Торонтского Мендельсоновского хора в 1895—1982 и Торонтского симфонического оркестра в 1923—1982 годах.

## История
Здание построено на пожертвование от богатого канадского промышленника Харта Мэсси, который пожелал возвести концертный зал в память о своём сыне Чарльзе. Городские власти Торонто заказали проект кливлендскому архитектору Сидни Роузу Баджли, уроженцу Канады. Экстерьер проекта Баджли был выполнен в неброском неопалладианском стиле, тогда как роскошный интерьер, испытавший влияние чикагского Аудиториума и испанского дворца Альгамбра, носил черты неомавританского стиля. Строительство велось под руководством торонтского архитектора Джорджа Мартелла Миллера, бюджет составил 150 тысяч долларов.
Театр, вплоть до 1933 года носивший имя Мэсси-Мюзик-Холл и вмещавший 3500 зрителей, открылся 14 июня 1894 года исполнением «Мессии» Генделя. Оратория прозвучала в исполнении хора из 500 человек и Большого фестивального оркестра на 70 музыкантов под управлением Фредерика Торрингтона. До начала 1920-х годов, когда концертные залы начали возводить и в других городах Канады, Мэсси-Мюзик-Холл оставался единственной площадкой в стране, целенаправленно предназначенной для концертов и музыкальных постановок. Его отличная «тёплая» акустика способствовала развитию музыкальной культуры в Торонто, с 1895 года он стал основной площадкой для выступлений Торонтского Мендельсоновского хора, а в 1906—1918 и снова с 1923 года — для концертов Торонтского симфонического оркестра. На его сцене выступали многочисленные гастролёры из-за рубежа, включая Игнация Падеревского, Аделину Патти, Эмму Альбани, Энрико Карузо, Яшу Хейфеца, Фрица Крейслера, Лучано Паваротти и Марию Каллас, Лондонский симфонический, Королевский, Берлинский, Венский и Нью-Йоркский филармонические оркестры. Зал использовался также в качестве драматического и балетного театра, кинотеатра, лектория, места проведения боксерских матчей (в 1919 году в нём, в частности, прошел матч с участием Джека Демпси).
Мэсси-Холл перенес несколько крупных перестроек и реставраций, начиная с 1933 года, когда было расширено фойе и добавлен балкон. За счёт этого число зрительских мест сократилось до 2765. Дальнейшие реконструкции проводились в 1948 году, когда многочисленные деревянные элементы конструкции были заменены железобетоном, в 1955 году (укреплён потолок), в начале 1980-х и 1989 году (установлена система кондиционирования воздуха). С 1981 года здание включено в реестр Национальных исторических достопримечательностей Канады. В 1982 году, после завершения строительства Рой-Томсон-Холла, домашние выступления Мендельсоновского хора и Торонтского симфонического оркестра переместились в новый концертный комплекс. После этого количество представлений и концертов в Мэсси-Холле снизилось до двух-трёх в неделю. С 1982 по 1991 год он оставался домашней площадкой оркестра CJRT, а с 1987 года в нём ежегодно проходят концерты ансамбля «Тафельмузик», но в основном он используется для проведения рок-концертов. Рекордсменом по количеству выступлений в Мэсси-Холле является канадский автор-исполнитель Гордон Лайтфут, певший с его сцены больше 165 раз.
В 2012 году в ведение Мэсси-Холла была передана часть прилегающего к его южной стене небоскрёба «Мэсси-Тауэр». Помимо расширения служебных помещений, это позволило также создать дополнительный концертный зал, рассчитанный на 500 зрителей. Расширение комплекса повлекло за собой масштабную реконструкцию стоимостью 184 миллиона долларов, продолжавшуюся с 2013 года и сопровождавшуюся закрытием Мэсси-Холла с 2018 по 2021 год. Перестроенный главный зал комплекса рассчитан на 2550 зрителей, а при добавлении убирающейся под сцену центральной секции сидений — на 2800.

## Архитектура

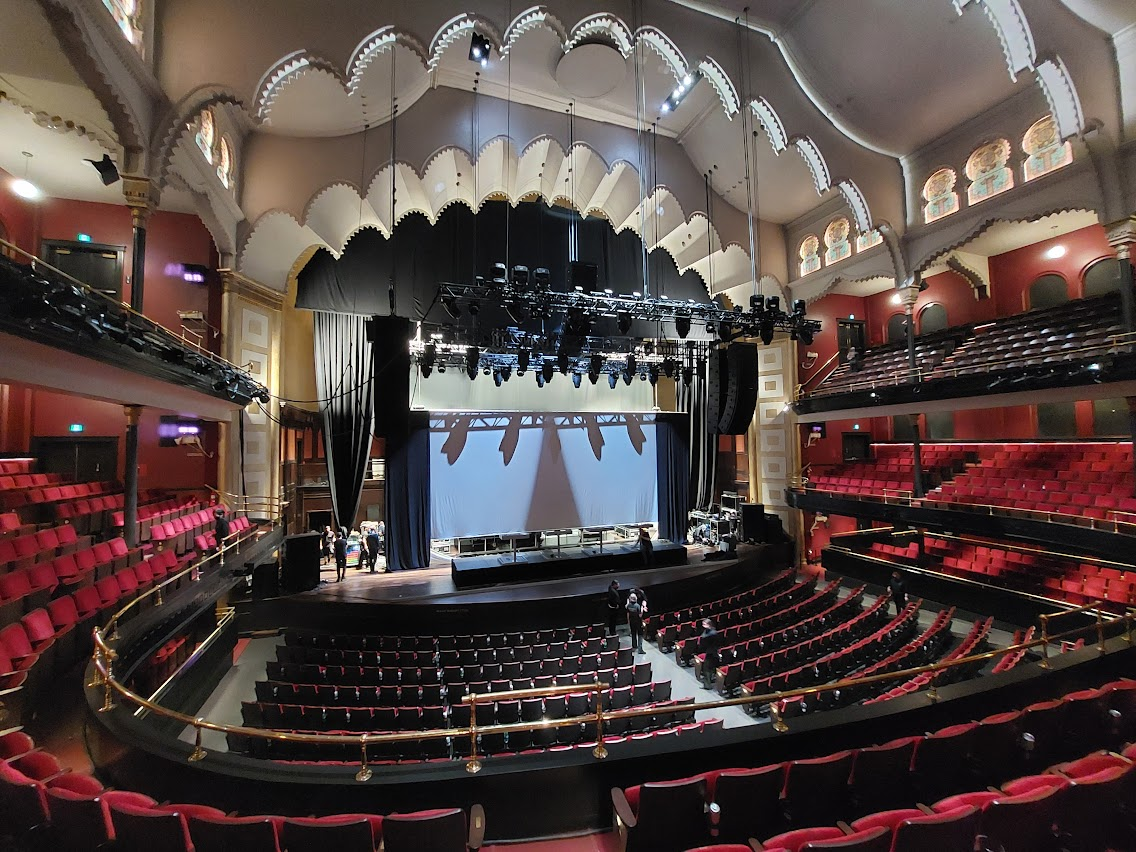
Зрительный зал и сцена

Экстерьер трёхэтажного здания, построенного из красного кирпича на стальном каркасе, выполнен в позднем неопалладианском стиле. Его характеризуют слегка выдающийся вперёд центральный блок, увенчанный фронтоном и крылья меньшей высоты с вальмовыми крышами. Фасад, за простоту которого современники критиковали проект Баджли, сдержанно украшен классицистическими элементами: арочные и прямоугольные окна расположены симметрично и разделены каннелированными пилястрами. Под фронтоном располагается трёхдверный портал, увенчанный названием здания.
Интерьер театра выполнен в неомавританском стиле. Среди его элементов — стрельчатые арки балконов и полукруглые арки лож, фестончатые потолки с резной окантовкой, мавританские мотивы также заметны в лепных украшениях. Сцена относительно небольшая, с сегментированной оркестровой ямой; её высота была уменьшена во время перестройки 1948 года. За сценой располагается 8 рядов зрительских мест, по обе её стороны — по шесть лож. Места в зрительном зале расположены тесно в три яруса, подковообразные галерея и балкон опираются на чугунные колонны.